# 1942年の名古屋軍
1942年の名古屋軍（1942ねんのなごやぐん）では、1942年シーズンの名古屋軍の動向をまとめる。
この年の名古屋軍は、本田親喜選手兼任監督の2年目（途中就任の1941年を含む）のシーズンである。

## チーム成績

### レギュラーシーズン
| 順位 | 球団       | 勝利 | 敗戦 | 引分 | 勝率 | ゲーム差 |
| ---- | ---------- | ---- | ---- | ---- | ---- | -------- |
| 優勝 | 東京巨人軍 | 73   | 27   | 5    | .730 | -        |
| 2位  | 大洋軍     | 60   | 39   | 6    | .606 | 12.5     |
| 3位  | 阪神軍     | 52   | 48   | 5    | .520 | 21.0     |
| 4位  | 阪急軍     | 49   | 50   | 6    | .495 | 23.5     |
| 4位  | 朝日軍     | 49   | 50   | 6    | .495 | 23.5     |
| 6位  | 南海軍     | 49   | 56   | 0    | .467 | 26.5     |
| 7位  | 名古屋軍   | 39   | 60   | 6    | .394 | 33.5     |
| 8位  | 大和軍     | 27   | 68   | 10   | .284 | 43.5     |

## できごと
- この年の9月1日、新聞統制による「一県一紙」政策によって名古屋軍の親会社である新愛知新聞社とかつて金鯱軍の親会社であった名古屋新聞社が合併し、中部日本新聞社が発足する。このため金鯱軍と翼軍の合併で発足した大洋軍の運営から名古屋新聞が撤退したが、存続した名古屋軍に対しても新聞社の営利事業が問題視されたことから、中部日本新聞社初代社長で新愛知時代から名古屋軍副会長として球団運営に携わって来た大島一郎が個人で球団を引き取り、自己資金で運営を行う体制によりシーズンを終了した。